# Ricania mitescens
Ricania mitescens är en insektsart som beskrevs av William Lucas Distant 1906. Ricania mitescens ingår i släktet Ricania och familjen Ricaniidae. Inga underarter finns listade i Catalogue of Life.